# Édgar Barreto
Édgar Osvaldo Barreto Cáceres (* 15. Juli 1984 in Asunción) ist ein paraguayischer Fußballspieler, der aktuell bei NEC Nijmegen unter Vertrag steht.
Barreto absolvierte 60 Länderspiele für die paraguayische Fußballnationalmannschaft und nahm an den Fußball-Weltmeisterschaften 2006 und 2010 teil. Mit der Olympiamannschaft gewann er bei den Olympischen Spielen 2004 die Silbermedaille.

## Karriere

### Verein
Barreto galt bereits in der Jugend als großes Talent und stand schon als Jugendspieler auf der Beobachtungsliste internationaler Vereine. Nach nur 26 Spielen in der ersten Liga Paraguays beim Spitzenclub Cerro Porteño aus Asunción bekam er deshalb einen Vierjahresvertrag beim niederländischen Ehrendivisionär NEC Nijmegen. Dort wurde der variable Mittelfeldspieler, der auch schon mal auf Rechtsaußen stürmt, ein wichtiger Stammspieler. Zur Saison 2007/08 wechselte er zu Reggina Calcio.
Nach zwei Spielzeiten bei Reggina, in denen Barreto den Sprung zum Leistungsträger schaffte, wurde er im Juli 2009 von Atalanta Bergamo verpflichtet. Nachdem er bis Ende Oktober 2009 vier Ligapartien für Atalanta bestritten hatte, zog er sich am 28. Oktober 2009 in der Auswärtspartie gegen Livorno eine Fußverletzung zu. Dadurch fiel er rund vier Monate aus. Auch nach dem Abstieg in die Serie B am Ende der Spielzeit 2009/10 blieb er Atalanta treu und schaffte mit seiner Mannschaft den sofortigen Wiederaufstieg. Anschließend wechselte er zum Ligakonkurrenten US Palermo, mit dem ihm ebenfalls nach einem Abstieg der sofortige Wiederaufstieg in die Serie A gelang.
Von 2015 bis 2020 spielte Barreto bei Sampdoria Genua. Nach über zehn Jahren in Italien kehrte er anschließend zu NEC Nijmegen zurück, wo er 2022 seine Karriere auch beendete.

### Nationalmannschaft
Édgar Barreto durchlief die Jugendauswahlen seines Landes von der U17 an aufwärts mit großem Erfolg. 2001 und 2003 vertrat er Paraguay bei den Junioren-Weltmeisterschaften. Bei den Olympischen Spielen 2004 in Athen holte er mit der Olympiaauswahl die Silbermedaille. Im selben Jahr gab er auch sein Debüt in der A-Nationalmannschaft. Im Aufgebot Paraguays für die WM 2006 in Deutschland war er der zweitjüngste Spieler seines Landes und kam in zwei WM-Spielen zum Einsatz. 2010 nahm er erneut an der Weltmeisterschaft teil und stand beim mit dem Viertelfinaleinzug besten Abschneidens Paraguay bei einer WM dreimal auf dem Platz. Im Viertelfinale gegen Spanien (0:1) spielte er von Beginn an. 
Barreto nahm zudem von 2004 bis 2011 dreimal an einer Copa América teil. 2007 erzielte er beim 3:1 im Gruppenspiel gegen die USA das Tor zum 1:0. 2011 wurde er mit Paraguay Zweiter. Im Finale gegen Uruguay (0:3) blieb er ohne Einsatz.
Die letzten seiner 60 Länderspiele absolvierte Barreto im Jahr 2011. Insgesamt konnte er drei Tore für die Nationalmannschaft erzielen.

### Titel / Erfolge
- Silbermedaille bei den Olympischen Sommerspielen 2004 mit der paraguayischen Fußballmannschaft
- Italienischer Zweitligameister: 2010/11 mit Atalanta Bergamo und 2013/14 mit US Palermo
- Zweiter bei der Copa América 2011

## Persönliches
Sein Bruder Diego ist ebenfalls ein professioneller Fußballspieler.